# Gabriel Appelt Pires
Gabriel Appelt Pires (Río de Janeiro, 18 de septiembre de 1993), conocido como Gabriel, es un futbolista brasileño que juega en la posición de centrocampista en el Panserraikos de la Superliga de Grecia.

## Trayectoria

### Vasco da Gama
Comenzó su carrera junto a su hermano mayor Guilherme en el Vasco da Gama. Gabriel firmó su primer contrato el 23 de julio de 2010. Jugó su primer partido profesional durante el Campeonato Carioca. Llegó al conjunto brasileño con tan solo dieciocho años. Tras jugar la segunda vuelta en el equipo primavera, fue cedido al Pro Vercelli de la Serie B.

### Juventus
En abril de 2011, el periódico italiano Tuttosport informó que la Juventus de Turín contrató tanto a Gabriel como a Guilherme. Sin embargo, por motivos burocráticos, Gabriel no pudo mudarse a Italia hasta después de su 18.º cumpleaños. En enero de 2012, Gabriel firmó oficialmente con el club italiano por €2 millones, aunque el acuerdo prácticamente había sido completado desde el 21 de abril de 2011. Luego de fichar por el equipo italiano, se unió a la academia juvenil del club y jugó la restante mitad de temporada para la reserva de la Juventus durante la temporada 2011-12.

### Pro Vercelli
El 30 de agosto de 2012, se fue al recién llegado de la Serie B, Pro Vercelli, otro equipo de Piamonte, junto con su compañero de Juventus, Alberto Masi. Hizo su debut en la Serie B el 9 de septiembre de 2012 como sustituto en el minuto 61 en una derrota en casa por 1-2 ante el Livorno en lo que sería su primera y única aparición como suplente para el club. Se estrenó como titular el 15 de septiembre contra Sassuolo y disputó los siguientes diez partidos de liga antes de sufrir una lesión importante el 10 de noviembre de 2012 en un partido en casa contra Modena. Después de cuatro meses al margen, regresó a la alineación titular de Pro Vercelli el 2 de marzo de 2013 en un empate a 1-1 en la Juve Stabia. Permaneció en la alineación titular del club por el resto de la campaña, haciendo 25 apariciones en la liga y anotando 1 gol de la liga a pesar de la ausencia por lesiones prolongadas.

### Spezia
Regresó a la Juventus el 30 de junio de 2013 y, dos meses después, fue enviado también a préstamo por una temporada al equipo Spezia de la Serie B el 26 de agosto de 2013. Luego pasó a hacer 19 apariciones en la liga para el club antes de regresar a la Juventus luego de la expiración del contrato de préstamo.

### Pescara
El 23 de julio de 2014, se comunicó oficialmente que había firmado con el equipo Pescara de la Serie B en un contrato de préstamo de una temporada junto con su compañero Vincenzo Fiorillo. Apareció en 18 partidos y no convirtió goles.

### Livorno
Durante la temporada 2015, jugó en el Livorno durante 17 partidos y anotó un gol.

### Leganés
El 4 de agosto de 2015, fue cedido al CD Leganés de la Segunda División española, a préstamo por una temporada. Hizo su debut en el club el 6 de septiembre de ese año, como sustituto de Lluís Sastre en el empate 1-1 ante el Real Zaragoza.
Marcó su primer gol para el Lega el 17 de octubre de 2015, anotando el segundo de su equipo en un empate 2-2 ante el Girona FC. Contribuyó con 37 apariciones y siete goles durante la campaña, en la que su equipo logró el ascenso a La Liga por primera vez.
El 17 de junio de 2016 firmó un contrato permanente de tres años con el equipo madrileño, que activó su cláusula de compra por una tarifa de € 1 millón. Hizo su debut en la categoría principal del fútbol español el 22 de agosto de 2016, con un triunfo por 0-1 ante el Celta de Vigo. 
Su primer tanto en el nivel superior ocurrió el 17 de septiembre de 2016, en una derrota en casa 1-5 ante el FC Barcelona. El 8 de agosto siguiente, renovó su contrato hasta 2021.
El 24 de enero de 2018 fue uno de los protagonistas de la hazaña más grande en la historia del Leganés, al marcar el gol de la victoria 1-2 sobre el Real Madrid en el Bernabéu, que le permitió al conjunto pepinero acceder por primera vez a una de las semifinales de la Copa del Rey.

### Benfica
El 27 de agosto de 2018 fue traspasado al S. L. Benfica. En sus tres primeras temporadas jugó cien encuentros y a finales de septiembre de 2021 fue cedido al Al-Gharafa S. C. catarí. Tras esta cesión regresó a Brasil para jugar, también a préstamo, en el Botafogo.
En enero de 2024 llegó a un acuerdo con la entidad lisboeta para rescindir su contrato y fichó por el Fluminense F. C. Durante el año apenas pudo jugar debido a varias lesiones y en 2025 regresó al fútbol europeo después de unirse al Panserraikos griego.

## Clubes y estadísticas
| Club                                     | País     | Año       | PJ (goles) |
| ---------------------------------------- | -------- | --------- | ---------- |
| Resende F. C.                            | Brasil   | 2011      | 14 (1)     |
| Juventus F. C.                           | Italia   | 2011-2016 | ?          |
| F. C. Pro Vercelli 1892 (cedido)         | Italia   | 2012-2013 | 25 (1)     |
| Spezia Calcio 1906 (cedido)              | Italia   | 2013-2014 | 18 (0)     |
| Delfino Pescara 1936 (cedido)            | Italia   | 2014      | 18 (0)     |
| A. S. Livorno Calcio (cedido)            | Italia   | 2015      | 17 (1)     |
| C. D. Leganés (cedido y después fichado) | España   | 2015-2018 | 111 (19)   |
| S. L. Benfica                            | Portugal | 2018-2024 | 100 (5)    |
| Al-Gharafa S. C. (cedido)                | Catar    | 2021-2022 | 32 (7)     |
| Botafogo (cedido)                        | Brasil   | 2022-2023 | 48 (4)     |
| Fluminense F. C.                         | Brasil   | 2024      | 8 (0)      |
| Panserraikos                             | Grecia   | 2025-     | 11 (1)     |

## Palmarés

### Títulos nacionales
| Título                | Club          | País     | Año  |
| --------------------- | ------------- | -------- | ---- |
| Primeira Liga         | S. L. Benfica | Portugal | 2019 |
| Supercopa de Portugal | S. L. Benfica | Portugal | 2019 |